# Індуктивність
Індуктивність (англ. inductance) — фізична величина, що характеризує здатність провідника накопичувати енергію магнітного поля, коли в ньому протікає електричний струм.
Символом величини здебільшого є латинська літера {\displaystyle L}, у системі SI індуктивність вимірюється в генрі (позначення одиниці: Гн, міжнародне: H).
Дорівнює відношенню магнітного потоку {\displaystyle \Phi } через контур, визначений електричним колом, до величини струму {\displaystyle I} в колі, тобто
{\displaystyle L=\Phi /I}.
Енергія магнітного поля, створеного електричним струмом у колі, визначається формулою
{\displaystyle E={\frac {1}{2}}LI^{2}}.
Індуктивність є електричною інерцією, подібною до механічної інерції тіл. А ось мірою цієї електричної інерції як властивістю провідника може служити ЕРС самоіндукції. Характеризується властивістю провідника протидіяти появі, припиненню і будь-якій зміні електричного струму в ньому.
Індуктивність залежить від форми контуру.
У формулі:
{\displaystyle \displaystyle \Psi =LI}
{\displaystyle \displaystyle \Psi } — потокозчеплення, {\displaystyle I} — струм у контурі, {\displaystyle L} — індуктивність.
Нерідко кажуть про індуктивність прямого довгого провідника (див.). У цьому і в інших випадках (особливо таких, до яких не застосовується квазістаціонарне наближення), коли замкнутий контур непросто адекватно і однозначно вказати, наведене вище визначення вимагає особливих уточнень; почасти корисним для цього виявляється згадуваний нижче підхід, що зв'язує індуктивність з енергією магнітного поля.
Через індуктивність виражається ЕРС самоіндукції в контурі, яка виникає під час змінювання в ньому струму:
{\displaystyle {\mathcal {E}}_{i}=-{\frac {d\Phi }{dt}}=-L{\frac {dI}{dt}}}.
З цієї формули випливає, що індуктивність чисельно дорівнює ЕРС самоіндукції (у вольтах), що виникає в контурі під час змінення сили струму на 1 А за 1 с.
Практично ділянки кола зі значною індуктивністю виконують у вигляді котушок індуктивності. Елементами малої індуктивності (застосовуваними для великих робочих частот) можуть бути поодинокі (зокрема й неповні) витки або навіть прямі провідники; за високих робочих частот необхідно враховувати індуктивність кожного провідника.
Для імітації індуктивності, тобто ЕРС на елементі, пропорційної і протилежної за знаком до швидкості зміни струму через цей елемент, в електроніці використовують і пристрої, не засновані на електромагнітній індукції (див. Гіратор); такому елементу можна приписати певну ефективну індуктивність, використовувану в розрахунках повністю (хоча взагалі кажучи з певними обмежувальними умовами) аналогічно тому, як використовується звичайна індуктивність.

## Позначення й одиниці вимірювання
В системі одиниць SI індуктивність виражають у генрі, скорочено «Гн». Контур має індуктивність 1 генрі, якщо під час змінювання струму на 1 А за секунду на виводах контуру виникає напруга 1 В.
У варіантах системи СГС — системі СГСМ і в гаусовій системі індуктивність вимірюють у сантиметрах (1 Гн = 109 см; 1 см = 1 нГн); для сантиметрів як одиниць індуктивності застосовують також назву абгенрі. В системі СГСЕ одиницю вимірювання індуктивності або залишають безіменною, або іноді називають статгенрі (1 статгенрі ≈ 8.987552×1011 генрі: коефіцієнт переведення чисельно дорівнює 10−9 від квадрата швидкості світла, вираженої в см/с).
Символ L, використовуваний для позначення індуктивності, прийнято на честь Емілія Ленца. Одиницю вимірювання індуктивності названо на честь Джозефа Генрі. Сам термін індуктивність у лютому 1886 року запропонував Олівер Гевісайд.

## Теоретичне обґрунтування
Якщо в провідному контурі тече струм, то струм створює магнітне поле.
Розгляд вестимемо у квазістатичному наближенні, маючи на увазі, що змінні електричні поля достатньо слабкі або змінюються достатньо повільно, щоб можна було знехтувати магнітними полями, які вони породжують.
Струм вважаємо однаковим по всій довжині контуру (нехтуючи ємністю провідника, яка дозволяє накопичувати заряди в різних його ділянках, що викликало б неоднаковість струму уздовж провідника і помітно ускладнило б картину).
За законом Біо — Савара — Лапласа, величина вектора магнітної індукції, створюваної деяким елементарним (в сенсі геометричної малості ділянки провідника, що розглядається як елементарне джерело магнітного поля) струмом у кожній точці простору, пропорційна цьому струму. Підсумовуючи поля, створювані кожною елементарною ділянкою, приходимо до того, що й магнітне поле (вектор магнітної індукції), створюване всім провідником, також пропорційне породжувальному струму.
Попереднє міркування справедливе для вакууму. За наявності магнітного середовища (магнетика) з помітною (або навіть великою) магнітною сприйнятливістю, вектор магнітної індукції (який і входить у вираз для магнітного потоку) буде помітно (або навіть у багато разів) відрізнятися від того, яким би він був за відсутності магнетика (у вакуумі). Тут обмежимося лінійним наближенням, тоді вектор магнітної індукції, хоча, можливо, й зріс (або зменшився) в помітну кількість разів у порівнянні з відсутністю магнетика при тому ж контурі зі струмом, проте залишається пропорційним породжувальному струму.
Тоді магнітний потік, тобто потік поля вектора магнітної індукції:
{\displaystyle \Phi =\int \limits _{S}\mathbf {B} \cdot \mathbf {dS} }
через будь-яку конкретну фіксовану поверхню S (зокрема і через поверхню, що цікавить нас, краєм якої є контур зі струмом) буде пропорційний струму, оскільки пропорційне струму B всюди під інтегралом.
Зауважимо, що поверхня, краєм якої є контур, може бути досить складною, якщо складний сам контур. Вже для контуру у вигляді просто багатовиткової котушки така поверхня виявляється досить складною. На практиці це призводить до використання деяких спрощувальних уявлень, які дозволяють приблизно розрахувати потік через поверхню (а також у зв'язку з цим вводяться деякі додаткові спеціальні поняття, докладно описані в окремому параграфі нижче). Однак тут, за суто теоретичного розгляду немає необхідності вводити якісь додаткові спрощувальні уявлення, досить просто зауважити, що яким би не був складним контур, у цьому параграфі ми маємо на увазі «повний потік» — тобто потік через усю складну (ніби багатолисткову) поверхню, натягнуту на всі витки котушки (якщо йдеться про котушку), тобто про те, що називається потокозчепленням. Але оскільки нам тут не треба конкретно розраховувати його, а потрібно тільки знати, що воно пропорційне струму, нас не дуже цікавить конкретний вигляд поверхні, потік через яку ми шукаємо (адже властивість пропорційності струму зберігається для будь-якої).
Отже, ми довели:
{\displaystyle \Phi \ } ~ {\displaystyle \ I,}
цього достатньо, щоб стверджувати, ввівши позначення L для коефіцієнта пропорційності, що
{\displaystyle \Phi =LI.}
На закінчення теоретичного обґрунтування покажемо, що міркування коректне тому, що магнітний потік залежить від конкретної форми поверхні, натягнутої на контур. (Дійсно, навіть на найпростіший контур можна натягнути — в тому сенсі, що контур має бути її краєм — не єдина поверхня, а різні, наприклад, розпочавши з двох поверхонь, що збігаються, потім одну поверхню можна трохи прогнути, і вона не буде збігатися з другою). Тому треба показати, що магнітний потік однаковий для будь-яких поверхонь, натягнутих на той самий контур.
Але це справді так: візьмемо дві такі поверхні. Разом вони становитимуть одну замкнуту поверхню. А ми знаємо (із закону Гауса для магнітного поля), що магнітний потік через будь-яку замкнуту поверхню дорівнює нулю. Це (з урахуванням знаків) означає, що потік через одну поверхню та іншу поверхню — рівні. Що доводить коректність визначення.

## Властивості індуктивності
- Індуктивність[11] завжди додатна.
- Індуктивність залежить тільки від геометричних розмірів контуру та магнітних властивостей середовища (осердя)[12].

## Індуктивність одновиткового контуру та індуктивність котушки
Величина магнітного потоку, що пронизує одновитковий контур, пов'язана з величиною струму так:
{\displaystyle \displaystyle \Phi =LI}
де {\displaystyle L} — Індуктивність витка. У разі котушки, що складається з N витків попередній вираз набуває вигляду:
{\displaystyle \displaystyle \Psi =LI}
де {\displaystyle \Psi =\sum \limits _{i=1}^{N}{\Phi _{i}}} — сума магнітних потоків через усі витки (це так званий повний потік, званий в електротехніці потокозчепленням, саме він фігурує як магнітний потік узагалі у випадку для котушки в загальному визначенні індуктивності і в теоретичному розгляді вище; проте для спрощення та зручності для багатовиткових котушок в електротехніці користуються окремим поняттям та окремим позначенням), а {\displaystyle L} — вже індуктивність багатовиткової котушки. Коефіцієнт пропорційності {\displaystyle L} інакше називають коефіцієнтом самоіндукції контуру або просто індуктивністю.
Якщо потік, що пронизує кожен з витків однаковий (що досить часто можна вважати істинним для котушки в непоганому наближенні), то {\displaystyle \Psi =N\Phi } . Відповідно, {\displaystyle L_{N}=L_{1}N^{2}} (Сумарний магнітний потік через кожен виток збільшується в N разів — оскільки його створюють тепер N одиничних витків, і потокозчеплення ще в N разів, оскільки це потік через N одиничних витків). Але в реальних котушках магнітні поля в центрі та на краях відрізняються, тому використовуються складніші формули.

## Індуктивність соленоїда

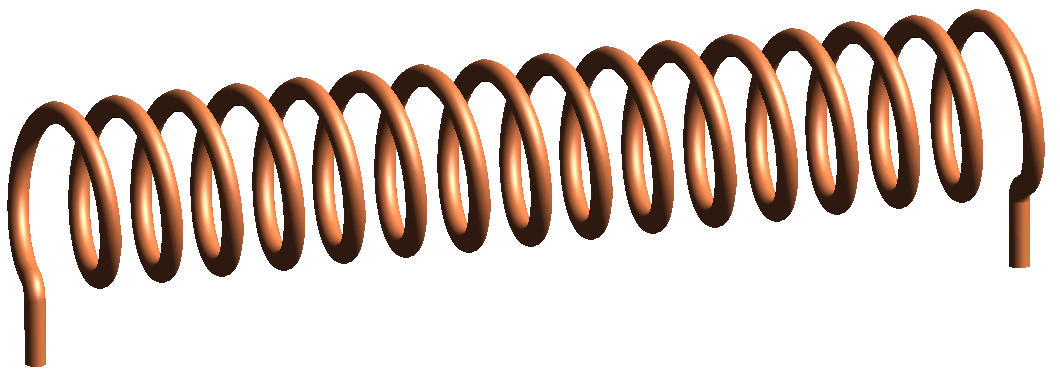
Котушка у формі соленоїда (скінченної довжини).

Соленоїд — котушка, довжина якої набагато більша, ніж її діаметр (також у подальших викладках мається на увазі, що товщина обмотки набагато менша, ніж діаметр котушки). За цих умов і без використання магнітного осердя густина магнітного потоку (або магнітна індукція) {\displaystyle B}, яка виражається в системі СІ в теслах, усередині котушки далеко від її кінців (приблизно) дорівнює
{\displaystyle \displaystyle B=\mu _{0}Ni/l}
або
{\displaystyle \displaystyle B=\mu _{0}ni,}
де {\displaystyle \mu _{0}} − магнітна стала, {\displaystyle N} − число витків, {\displaystyle i} − струм, А, {\displaystyle l} − довжина котушки, м та {\displaystyle n} — щільність намотування витків, м−1. Нехтуючи крайовими ефектами на кінцях соленоїда, отримаємо, що потокозчеплення через котушку дорівнює густині потоку {\displaystyle B}, Тл, помноженій на площу поперечного перерізу {\displaystyle S}, м2 та число витків {\displaystyle N}:
{\displaystyle \displaystyle \Psi =\mu _{0}N^{2}iS/l=\mu _{0}n^{2}iV,}
де {\displaystyle V=Sl} − об'єм котушки. Звідси випливає формула для індуктивності соленоїда (без осердя):
{\displaystyle \displaystyle L=\mu _{0}N^{2}S/l=\mu _{0}n^{2}V.}
Якщо котушка всередині повністю заповнена магнітним осердям, то індуктивність відрізняється на множник {\displaystyle \mu } — відносну магнітну проникність осердя:
{\displaystyle \displaystyle L=\mu _{0}\mu N^{2}S/l=\mu _{0}\mu n^{2}V.}
У випадку, коли {\displaystyle \mu >>1}, під S можна розуміти площу перерізу осердя, м2 і користуватися цією формулою навіть за товстого намотування, якщо повна площа перерізу котушки не перевищує площі перерізу осердя в багато разів.

## Індуктивність тороїдальної котушки (котушки з кільцевим осердям)

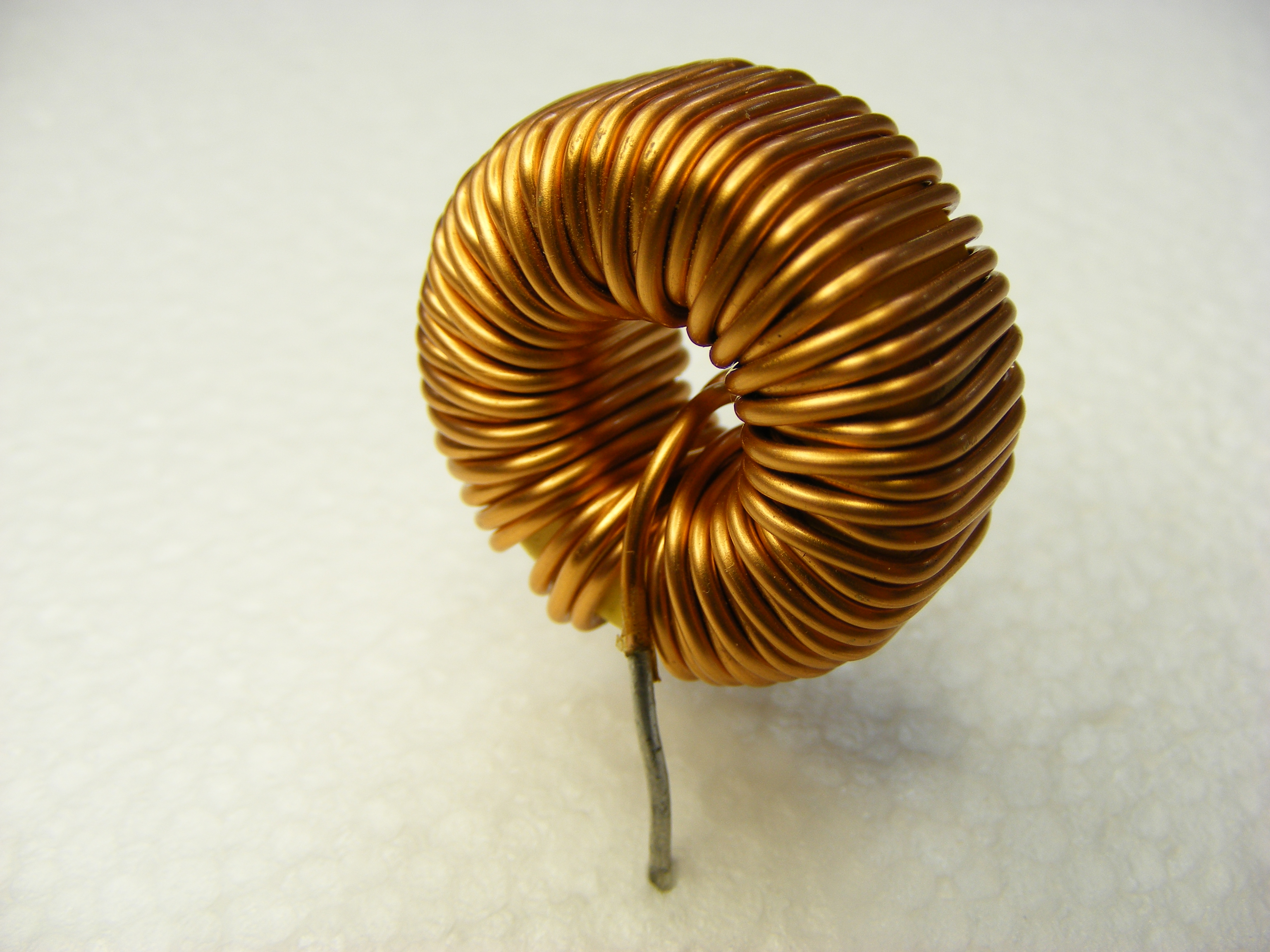
Тороїдальна котушка

Для тороїдальної котушки, намотаної на осерді з матеріалу з великою магнітною проникністю, можна приблизно користуватися формулою для нескінченного прямого соленоїда (див. вище):
{\displaystyle L=N^{2}\cdot {\frac {\mu _{0}\mu S}{2\pi r}},\,}
де {\displaystyle 2\pi r} — оцінка довжини соленоїда ({\displaystyle r} — середній радіус тора). Найкраще наближення дає формула
{\displaystyle L=N^{2}\cdot {\frac {\mu _{0}\mu h}{2\pi }}\cdot \ln {\frac {R}{r}},\,}
де передбачається осердя прямокутного перерізу із зовнішнім радіусом R і внутрішнім радіусом r, висотою h .

## Індуктивність довгого прямого провідника

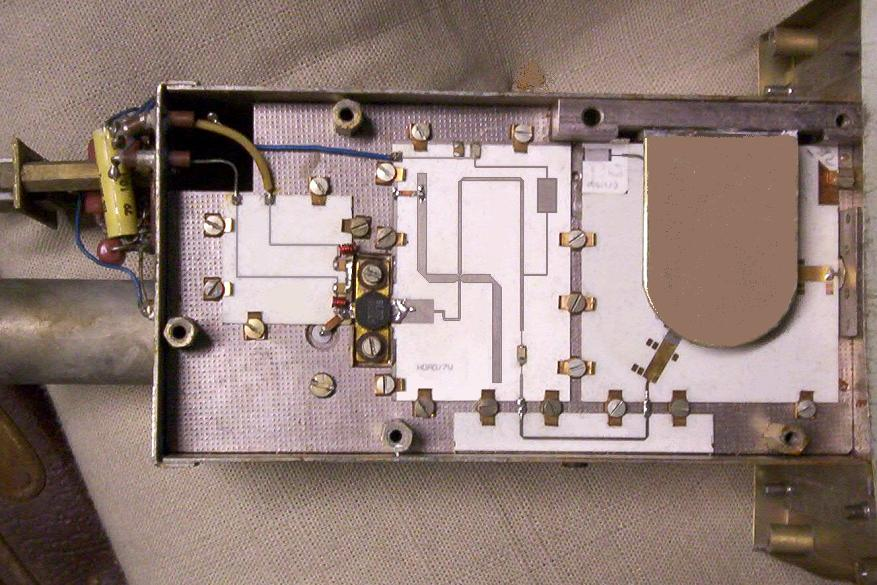
Індуктивність мікросмужкової лінії є розподіленою і характеризується значенням індуктивності на одиницю довжини.

Для довгого прямого (або квазілінійного) проводу кругового перерізу індуктивність виражається наближеною формулою:
{\displaystyle L={\frac {\mu _{0}}{2\pi }}l{\Big (}\mu _{e}\mathrm {ln} {\frac {l}{r}}+{\frac {1}{4}}\mu _{i}{\Big )},}
де {\displaystyle \mu _{0}} − магнітна стала, {\displaystyle \mu _{e}} — відносна магнітна проникність зовнішнього середовища (яким заповнено простір (для вакууму {\displaystyle \mu _{e}=1}), {\displaystyle \mu _{i}} − відносна магнітна проникність матеріалу провідника, {\displaystyle l} − довжина дроту, {\displaystyle r<<l} − радіус його перерізу.

## Коефіцієнти індуктивності
У випадку кількох контурів зі струмом, як, наприклад, у випадку трансформатора, струм у кожному з кіл впливає на потік магнітного поля через інші контури.
{\displaystyle \Phi _{i}=\sum _{j}L_{ij}I_{j}\,}.
Коефіцієнти {\displaystyle L_{ij}} називаються коефіцієнтами індукції. Діагональні елементи {\displaystyle L_{ii}} суть індуктивності i-тих контурів, а недіагональні елементи {\displaystyle L_{ij}}, де {\displaystyle i\neq j} мають назву коефіцієнтів взаємної індукції. Коефіцієнти взаємної індукції симетричні відносно перестановки індексів
{\displaystyle L_{ij}=L_{ji}\,}.
Це твердження носить назву теореми взаємності.

## Таблиця індуктивностей
Символ {\displaystyle \mu _{0}} позначає магнітну сталу ({\displaystyle 4\pi \cdot 10^{-7}} Гн/м). У високочастотному випадку струм тече по поверхні провідників (скін-ефект) і, залежно від виду провідників, іноді треба розрізняти індуктивність високої та низької частоти. Для цього служить стала Y: Y = 0 коли струм рівномірно розподілений по поверхні проводу (скін-ефект), Y = 1⁄4 коли струм рівномірно розподілений по поперечному перерізу проводу. У разі скін-ефекту слід враховувати, що за невеликих відстаней між провідниками в поверхнях течуть додаткові вихрові струми (ефект екранування), і вирази, що містять Y, стають неточними.
| Вид                                                | Індуктивність | Коментар                                                                              |
| -------------------------------------------------- | --- | ------------------------------------------------------------------------------------- |
| Соленоїд з тонкою обмоткою                         | {\displaystyle {\frac {\mu _{0}r^{2}N^{2}}{3l}}\left[-8w+4{\frac {\sqrt {1+m}}{m}}\left(K\left({\sqrt {\frac {m}{1+m}}}\right)-\left(1-m\right)E\left({\sqrt {\frac {m}{1+m}}}\right)\right)\right]}{\displaystyle ={\frac {\mu _{0}r^{2}N^{2}\pi }{l}}\left[1-{\frac {8w}{3\pi }}+\sum _{n=1}^{\infty }{\frac {\left(2n\right)!^{2}}{n!^{4}\left(n+1\right)\left(2n-1\right)2^{2n}}}\left(-1\right)^{n+1}w^{2n}\right]} {\displaystyle ={\frac {\mu _{0}r^{2}N^{2}\pi }{l}}\left(1-{\frac {8w}{3\pi }}+{\frac {w^{2}}{2}}-{\frac {w^{4}}{4}}+{\frac {5w^{6}}{16}}-{\frac {35w^{8}}{64}}+...\right)} для {\displaystyle w\ll 1} {\displaystyle =\mu _{0}rN^{2}\left[\left(1+{\frac {1}{32w^{2}}}+O\left({\frac {1}{w^{4}}}\right)\right)\ln(8w)-1/2+{\frac {1}{128w^{2}}}+O\left({\frac {1}{w^{4}}}\right)\right]} для {\displaystyle w\gg 1} | N − кількість витківr − радіусl − довжина w = r/l m = 4w 2 E, K − еліптичний інтеграл |
| Коаксіальний кабель, висока частота                | {\displaystyle {\frac {\mu _{0}l}{2\pi }}\ln \left({\frac {a_{1}}{a}}\right)} | a1 − радіус a − радіус l − довжина                                                    |
| Одиничний круглий виток                            | {\displaystyle \mu _{0}r\cdot \left(\ln \left({\frac {8r}{a}}\right)-2+Y+O\left(a^{2}/r^{2}\right)\right)} | r − радіус витка a − радіус дроту                                                     |
| Прямокутник                                        | {\displaystyle {\frac {\mu _{0}}{\pi }}\left(b\ln \left({\frac {2b}{a}}\right)+d\ln \left({\frac {2d}{a}}\right)-\left(b+d\right)\left(2-Y\right)+2{\sqrt {b^{2}+d^{2}}}\right)} {\displaystyle \;\;-{\frac {\mu _{0}}{\pi }}\left(b\cdot \operatorname {arsinh} \left({\frac {b}{d}}\right)+d\cdot \operatorname {arsinh} \left({\frac {d}{b}}\right)+O\left(a\right)\right)} | b, d − довжина країв d >> a, b >> a − радіус проводу                                  |
| Два паралельні провідники                          | {\displaystyle {\frac {\mu _{0}l}{\pi }}\left(\ln \left({\frac {d}{a}}\right)+Y\right)} | a − радіус проводу d − відстань, d ≥ 2a l − довжина пари                              |
| Два паралельні провідники, висока частота          | {\displaystyle {\frac {\mu _{0}l}{\pi }}\operatorname {arcosh} \left({\frac {d}{2a}}\right)={\frac {\mu _{0}l}{\pi }}\ln \left({\frac {d}{2a}}+{\sqrt {{\frac {d^{2}}{4a^{2}}}-1}}\right)} | a − радіус проводу d − відстань, d ≥ 2a l − довжина пари                              |
| Провідник, паралельний до ідеально провідної стіни | {\displaystyle {\frac {\mu _{0}l}{2\pi }}\left(\ln \left({\frac {2d}{a}}\right)+Y\right)} | a − радіус провідника d − відстань, d ≥ a l − довжина                                 |
| Провідник, паралельний до стіни, висока частота    | {\displaystyle {\frac {\mu _{0}l}{2\pi }}\operatorname {arcosh} \left({\frac {d}{a}}\right)={\frac {\mu _{0}l}{2\pi }}\ln \left({\frac {d}{a}}+{\sqrt {{\frac {d^{2}}{a^{2}}}-1}}\right)} | a − радіус провідника d − відстань, d ≥ a l − довжина                                 |